# Cedric Dandaré
Cedric Dandaré (Willemstad (Curaçao), 1955) is een Antilliaanse gitarist. Hij geldt als een pionier van het Curajazz, Antilliaanse muziek vermengd met jazz.

## Levensloop
Dandaré groeide op in Mundo Nobo op Curaçao. Op de lagere school raakte hij geïnteresseerd in muziek, mede door zijn broer die in een band speelde en door zijn vader die gitaar speelde. Andere invloeden waren The Beatles, de Britse symfonische rockgroep Yes van Ian Anderson en later Stevie Wonder. 
Op de vwo leerde hij Eric Calmes (bassist) kennen, ze deden in 1975 gezamenlijk eindexamen. Calmes zou zijn vaste maatje in de muziek worden. Ook trok hij toen op met Harry Moen. Dandaré ontwikkelde zich op de gitaar en andere snaarinstrumenten en speelde bij allerlei gezelschappen. Zijn eerste optreden was met een aguinaldo-groep. Later speelde hij mede in het koor Orfeon Allegre van Rignald Yankee, waar hij kuarta en mandoline speelde. Hij speelde voorts in Golden Sharks en hij speelde in uitvoeringen van de rockopera Tommy. 
In de jaren zeventig richtte Dandaré de rockgroep Twilightzone op. Door toevoeging van een koor werd dit later Twilightzone & Company. Weer later werd het de folkloregroep Grupo Serenada van Harry Moen. Dandaré werkte in die tijd ook als medewerker bij personeelszaken op het Ministerie van Algemene Zaken op Curaçao. 
Moen, Calmes en Dandaré die een vaste trio in verschillende samenstellingen vormden, volgden in 1979/1980 los van elkaar een muziekopleiding. Moen ging naar Puerto Rico en Calmes ging naar het Conservatorium van Amsterdam. Dandaré, studerend met een beurs van Sticusa, ging naar het Rotterdams Conservatorium en het Conservatorium van Zwolle alwaar hij in 1985 zijn akte haalde voor zijn studies gitaar-, lichte muziek (jazzgitaar). Hij deed examen met een ensemble dat muziek speelde van Stevie Wonder (soul), Chick Corea, Dizzy Gillespie en hemzelf. Na zijn examen legde hij zich toe op arrangeren.
In de jaren tachtig speelde hij in soul- en jazzensembles en er kwam een album met Macay Prudencia, de ensembles Bess en Nos Kos. In die jaren speelde Dandaré voorts in de band Carifusion, die een mengeling fusion liet horen van muziek uit de Cariben en latin jazz. Carifusion speelde in 1982 op het North Sea Jazz Festival.
In de jaren negentig speelden Calmes en Dandaré in Het Antilliaans Ensemble, dat een tournee door Nederlands hield; het bracht een combinatie van jazz en Antilliaanse muziek zoals de tambú en tumba. Het was georganiseerd door het Netwerk Niet-Westerse Muziek.   In 1994 trad Dandaré tijdens het Afro Caribe Festival op met de jazzsaxofonist Paquito d'Rivera. D'Riviera zou later de linernote voor Dandaré's cd Rhythmical Nature schrijven. Het Cedric Dandaré Orchestra stond in 1995 met Calmes op het KLM Jazz Festival in Brievengat, alwaar ook Rita Reys met Pim Jacobs optrad. Hetzelfde jaar bracht Dandaré eerst in het Nederlandse koninkrijk en daarna wereldwijd zijn cd Rhythmical nature uit op de label van Sony Columbia. Dit was een cd met Antilliaanse muziek vermengd met jazz invloeden. In 1997 trad Dandaré weer tweemaal op gedurende het North Sea Jazz Festival in het Mondriaan Zaal met eerst met zijn eigen Cedric Dandaré Bigband en daarna met de groep Zamanakitoki. Hij trad datzelfde jaar voorts op met Roy Hargrove op het Drum Rhythm Festival in het Amsterdamse Westergasfabriek en was betrokken bij de presentatie van Hargrove's album Habana.
Dandaré werkte mee (ook als componist) aan de compact disc A heart full of music van Denise Jannah dat een Edison kreeg. Dat leverde het verzoek op van de Wereldomroep een verzamelalbum (Rhythmical Nature) samen te stellen van niet-westerse muziek. Ook speelde hij in de band van Ruth Jacott.
In 2023 kwam de documentaire Rhythmical Nature, herensia i legado di Cedric Dandaré uit, die gaat over Dandaré's erfenis als pionier van de Curajazz, ofwel Antilliaanse muziek vermengd met jazz.

## Discografie
- 1995: My rhytmical nature, Sony Columbia. CD met acht nummers met Antilliaanse muziek vermengd met jazz invloeden
- If the music is right, voor de cd A Heart Full of Music van Denis Jannah.
- 2022: Song for a lovely Lady, een R&B-nummer dat gezongen is door Tony Shearman.

- International Standard Name Identifier: 0000 0000 5156 3234
- Library of Congress Control Number: no2008166750
- Virtual International Authority File: 46589996